# Aeródromo de Matilla de los Caños
El Aeródromo de Matilla (OACI: LETC) es un aeródromo restringido español situado en el municipio de Matilla de los Caños (Valladolid). Se caracteriza por tener un importante número de operaciones de ultraligeros. Y está acreditado como Escuela ATO de Aviación Civil. La frecuencia del campo, es 123.175 MHz. Desde principios del año 2015, se están realizando saltos en paracaídas.
El aeródromo tiene una pista de aterrizaje de asfalto, de  980 metros x 20 metros.

## Instalaciones
- Una pista de 980 x 20 metros
- Una calle de rodadura
- Una plataforma de estacionamiento
- Una nave-terminal
- Un restaurante-bar

## Localización
Está en Matilla de los Caños, Valladolid. Se accede en el desvío de San Miguel del Pino, enlace 145 de la autovía A-62 E-80.